# Капеллер, Жан-Жозеф
Жан-Жозеф Капеллер (фр. Jean-Joseph Kapeller, Kappeler, Kapeler, Capeler, Capeller; 24 июля 1706, Марсель — 29 ноября 1790, Марсель) — французский живописец, пейзажист, маринист, архитектор и геометр. Вместе со своим современником Шарлем Франсуа Лакруа из Марселя он писал морские пейзажи, которые ознаменовали собой этап в развитии интереса к морским пейзажам в Провансе во второй половине XVIII века.
Его следует отличать от австрийского живописца-миниатюриста и гравёра Йозефа Антона Капеллера.

## Биография
Жан-Жозеф был сыном живописца Жана-Жоржа Капеллера, родом из Мейлена, который женился в 1701 году в Марселе на Мари-Анне Деньян.
Жан-Жозеф Капеллер женился 24 января 1723 года на Анне-Мари Мурен в коллегиальной церкви Сен-Мартен. У них было двое детей: Пьер-Поль Капеллер, в будущем живописец и профессор Академии, основанной в испанских колониях в Америке; и Мари-Эжени Капеллер. Вместе с Мишелем-Франсуа Дандре-Бардоном Капеллер был соучредителем Академии живописи и скульптуры Марселя и в 1771 году стал её директором. Жан-Жозеф Капеллер был одним из главных составителей устава Академии. Он также давал уроки рисования и геометрии, которые посещал его главный ученик Жан Анри, известный как Анри Арльский.
Жан-Жозеф Капеллер был важной фигурой в марсельском масонстве своего времени, поскольку имел титул Великого магистра ложи «Рыцари Востока». B 1745 году он также был настоятелем Третьего ордена францисканцев-реколлектов и членом капеллы кающихся грешников. Большинство произведений этого художника, в своё время известного в Марселе, но ныне забытого, чья известность, по-видимому, ограничивалась Провансом, утеряны или чрезвычайно редки. Сохранились шпалеры, выполненные по его рисункам, а также некоторые картины в музеях Марселя и Тулона.
Знания Капеллера в области архитектуры побудили Дандре-Бардона, постоянного директора Академии, доверить ему класс геометрии и назначить его постоянным профессором. Этот класс составлял первую ступень обучения, где преподавались основы ордеров архитектуры. Только после этих подготовительных занятий ученикам разрешалось рисовать гипсовые слепки головы человека и орнаменты.
Жан-Жозеф Капеллер часто писал большие холсты для загородных домов в Марселе, как декоративные шпалеры или ширмы, натянутые на деревянные рамы.
Однa из его главных живописных работ: «Погрузка экспедиционного корпуса на Менорку», подписанная и датированная 26 марта 1756 года и впервые выставленная в том же году в Модельном зале Академии живописи в Марселе. Художник также известен своими архитектурными пейзажами, натюрмортами и цветочными композициями, рисунками тушью, гуашью или портретами, выполненными пастелью.
Жан-Жозеф Капеллер также был коллекционером произведений искусства, он, в частности, завершил геральдическую коллекцию Антуана Николя, рисовальщика и живописца, знатока геральдического искусства, и значительно её расширил.
Капеллер, по всей видимости, сохранял свои должности в Академии до 1787 года: восьмидесятилетний, он был заменен архитектором Жаком Дажвилем (1723—1794). По сведениям Жозефа Бийу, Жан-Жорж умер до 1723 года, возможно, во время эпидемии чумы, поразившей Марсель в 1723 году.

## Галерея

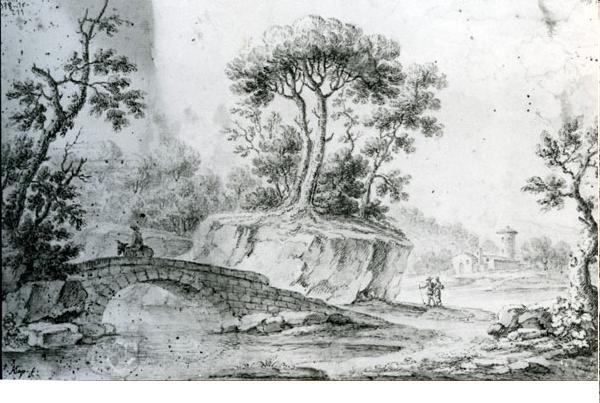
Пейзаж. 1760. Бумага, сепия, перо, кисть. Музей искусств, Тулон
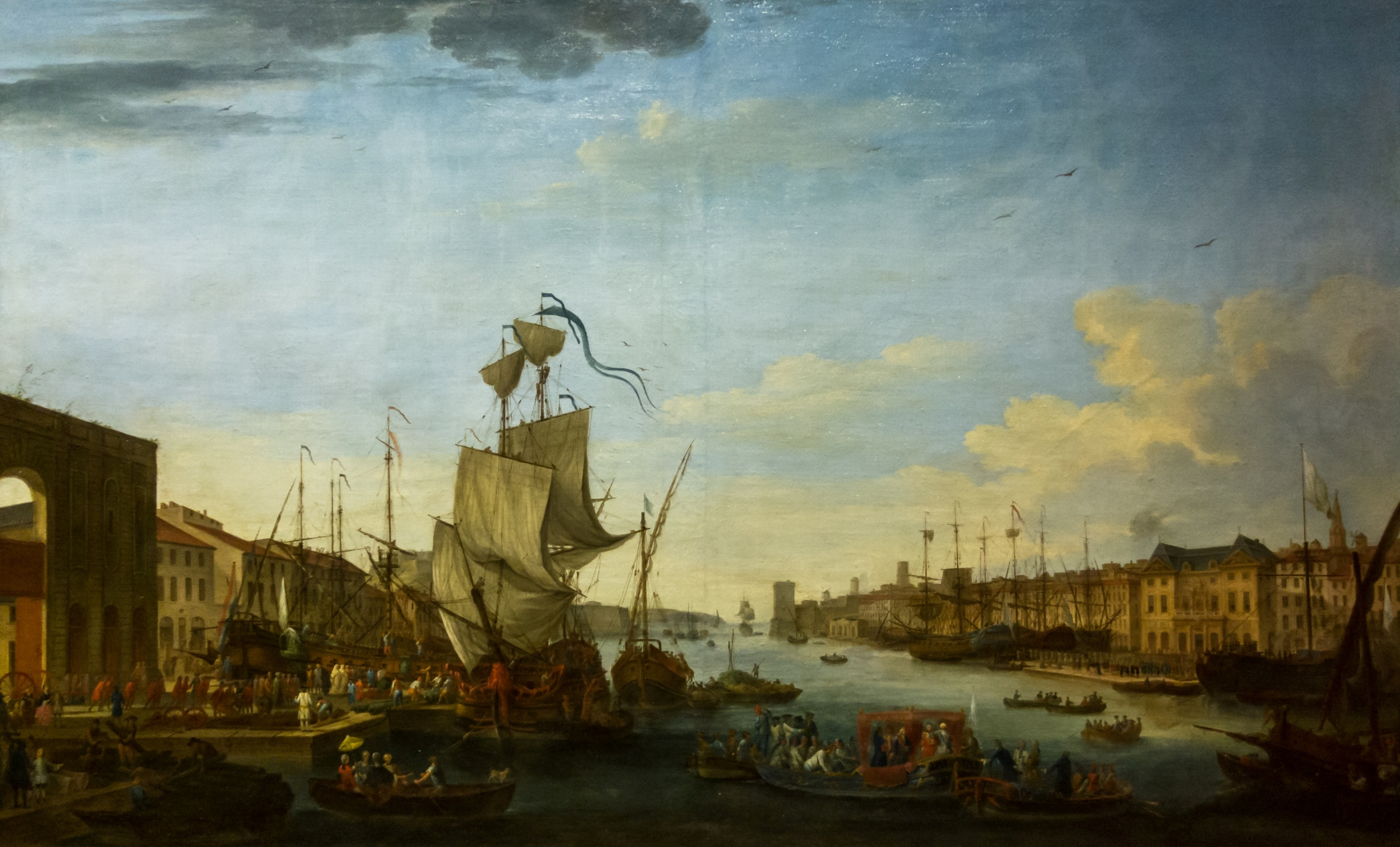
Отправление экспедиционного корпуса на Менорку в порту Марселя по приказу герцога Ришельё. 1756. Холст, масло. Музей изобразительных искусств, Марсель
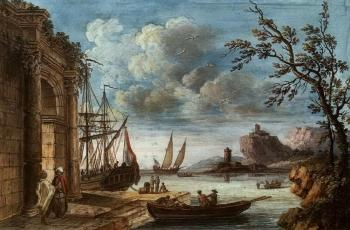
Вид на оживлённый порт. 1779. Картон, гуашь. Местонахождение неизвестно
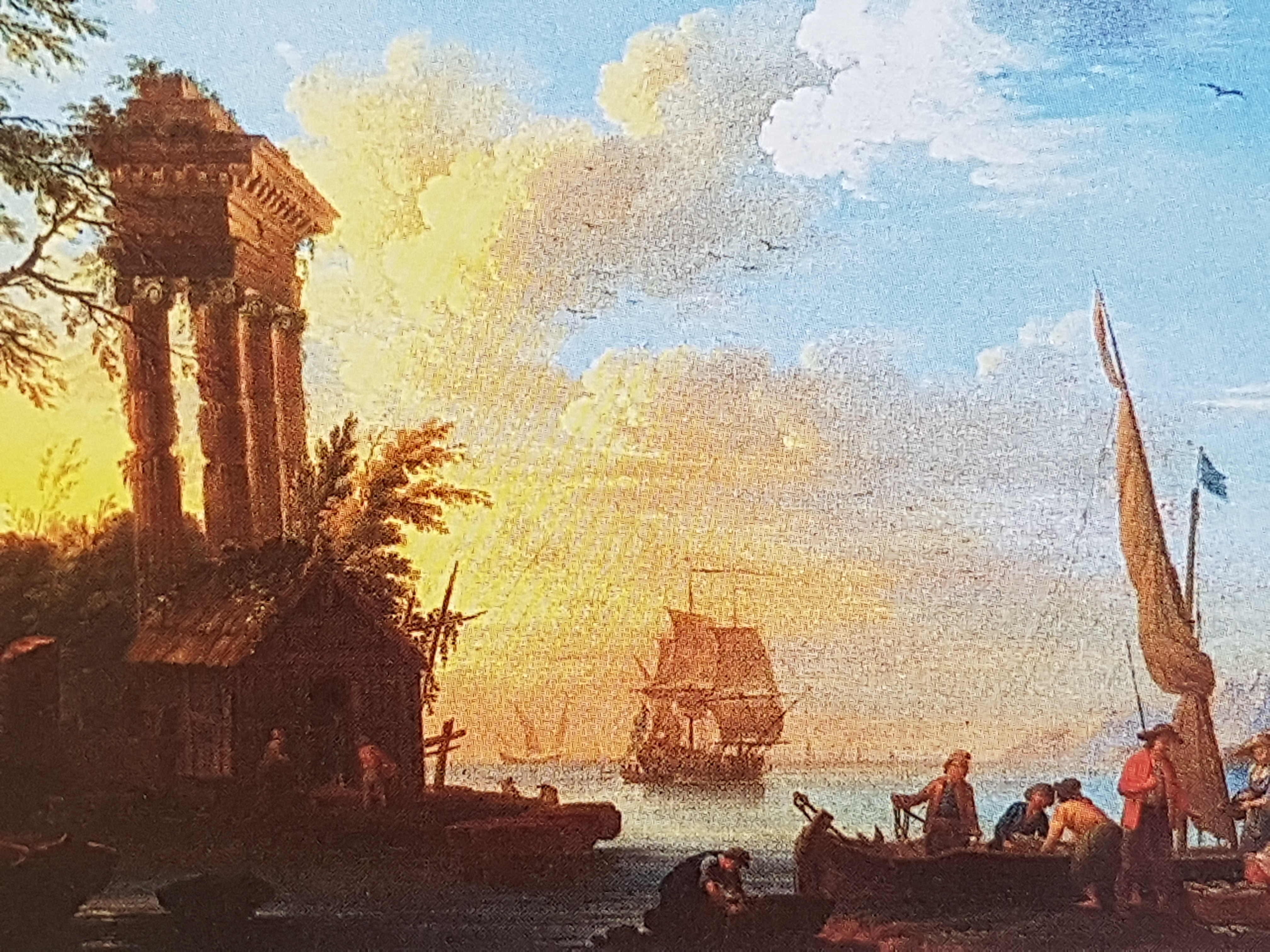
Средиземноморский порт. 1758. Музей Прованса, Марсель